# Opiolastes hei
Opiolastes hei is een vliesvleugelig insect uit de familie schildwespen (Braconidae). De wetenschappelijke naam van de soort werd voor het eerst geldig gepubliceerd in 2004 door Kees van Achterberg & Xue-xin Chen.

## Type
- holotype: "female, 25.VI.1996, leg. Jun-hua He. genitalia slide no. 962 919"
- instituut: ZJUH, Hangzhou, China
- typelocatie: "China, Zhejiang, Longwang Mt., Anji"